# جيانلوكا هوسمان
جيانلوكا هوسمان (25 مارس 1991 بفينترتور في سويسرا - ) هو لاعب كرة قدم سويسري في مركز الظهير. لعب مع نادي بيل-بيين ونادي دويسبورغ ونادي غراسهوبر زيوريخ وأم أس في دويسبورغ II ‏.

## وصلات خارجية
- جيانلوكا هوسمان على موقع قاعدة بيانات كرة القدم.إي يو (الإنجليزية)
- جيانلوكا هوسمان على موقع بيانات كرة القدم. دي إي (الألمانية)
- جيانلوكا هوسمان على موقع عالم كرة القدم.نت (الإنجليزية)